# José María Jarabo
José María Manuel Pablo de la Cruz Jarabo (Madrid, 28 aprile 1923 – Madrid, 4 luglio 1959) è stato un serial killer spagnolo.
Ha ucciso 4 persone tra il 19 e il 21 luglio 1958, tra cui una donna incinta. Il delitto fece molto scalpore in Spagna e nel 1985 ne è stato ricavato un film televisivo per la regia di Juan Antonio Bardem .

## Biografia
Nato a Madrid il 28 aprile 1923, da una famiglia benestante, studiò nella prestigiosa scuola del Pilar di Madrid. Pochi anni dopo si trasferì a Miami, in Florida, con la famiglia, e successivamente a Porto Rico, dove si sposò, anche se il matrimonio ebbe vita breve data la sua condotta disordinata. Negli Stati Uniti era stato arrestato e condannato a tre anni di carcere per vari reati. Era stato anche rinchiuso in un ospedale psichiatrico a Springfield, in Florida . Tornò in Spagna nel 1950, dove, con il capitale che gli era stato assegnato dalla famiglia rimasta a Porto Rico, condusse una vita di vizi e dissipazione, fatta di alcool, droghe, gioco e donne. Era un bell'uomo, con maniere raffinate, e faceva numerose conquiste. Ipotecò anche la casa di famiglia 
.

## Il movente
Fra le amanti di Jarabo c'era stata Beryl Martin Jones, una signora inglese sposata. Per pagare i lussi comuni la donna aveva affidato a Jarabo un anello di diamanti da impegnare per la somma di 4000 pesetas (molto inferiore al valore reale). Ritornata in Gran Bretagna Beryl iniziò a far pressione su Jarabo perché riscattasse l'anello. Pare che l'agenzia di pegni, per il riscatto, richiedesse anche un certificato da cui risultasse di chi era la proprietà del bene impegnato.
Jarabo lasciò quindi presso di loro una lettera che, oltre alla prova richiesta, conteneva anche alcune dichiarazioni compromettenti che avrebbero potuto dare luogo ad un ricatto. Pertanto Jarabo, oppresso dai debiti e dall'imminente ritorno della famiglia che avrebbe scoperto tutte le sue malversazioni, decise di recuperare anello e lettera uccidendo i due gestori dell'agenzia: Emilio Fernández Díez e Félix López Robledo.

## Omicidi
Il 19 luglio 1958, verso sera, Jarabo si reca a casa di Fernandez. Gli apre la cameriera che lo fa accomodare in attesa del padrone e poi torna in cucina a svolgere i suoi compiti; Jarabo, non volendo lasciare testimoni, la raggiunge e prima la colpisce alla testa con un corpo contundente, poi la pugnala. Dopodiché nasconde la giovane nella sua camera e aspetta la vittima principale. Fernandez arriva a casa e si dirige immediatamente in bagno, dove Jarabo lo segue e, senza che l'uomo abbia potuto scorgerlo, gli spara alla testa, uccidendolo sul colpo.
Poco dopo rientra anche la moglie di Fernandez, Amparo Alonso, che in quei giorni è incinta di pochi mesi. In un primo momento l'assassino cerca di farle credere che è un ispettore di polizia, che marito e domestica in quel momento si trovano alla stazione per un interrogatorio (relativo a ricettazione o a questioni fiscali), ma quasi subito la donna si rende conto che la storia non è plausibile e cerca di scappare. Allora Jarabo le corre dietro in camera da letto e le spara, uccidendola insieme al bimbo non ancora nato.
Dopo i tre omicidi Jarabo setaccia la casa, senza trovare né anello né lettera, finché non cade in un sonno profondo nell'unico letto non insanguinato. Il giorno successivo è domenica e Jarabo lo passa nell'ozio: esce dalla casa dei delitti alle nove, va al cinema, mangia al ristorante, poi gira i bar fino alle tre di notte. Il 21 luglio, alle sei del mattino entra nell'agenzia di pegni con le chiavi di Fernandez, si nasconde e aspetta che arrivi il socio superstite, Félix López Robledo. Quando l'uomo d'affari si presenta, gli spara alla testa.

## Processo
Dopo i delitti Jarabo commise diversi grossolani errori. In casa di Fernandez aveva tentato maldestramente di camuffare la strage come un omicidio-suicidio di carattere sessuale ma senza lasciare l'arma del delitto. In seguito telefonò al negozio, dove la polizia stava svolgendo i primi rilevamenti, dando il nome di "Morris", ma la sua voce risultò familiare al funzionario incaricato dell'indagine, che l'aveva incontrato per alcune infrazioni precedenti. Infine portò i suoi abiti macchiati di sangue ad una lavanderia: il proprietario, insospettito, avvisò la polizia e il pluriomicida fu arrestato al momento del ritiro.
Il 29 gennaio 1959 iniziò il processo al Palacio de Justicia de Madrid.
Durante i cinque giorni di durata del processo, indossò ogni volta un abito diverso. Ricevette quattro condanne a morte. Tentò di usare tutte le sue influenze importanti per evitare la condanna a morte, soprattutto quelle di uno zio, Presidente della Corte Suprema. Il Generale Francisco Franco diede il via libera per l'esecuzione prevista per il 4 luglio 1959. Jarabo trascorse la notte precedente l'esecuzione a fumare e bere whisky e si fermò davanti al boia, ma crollò davanti alla visione della garrota.
Data la sua forza fisica e la debolezza del carnefice, Antonio López Sierra , Jarabo impiegò parecchio tempo a morire. Fu l'ultima condanna a morte in Spagna decretata da un tribunale ordinario. L'opinione pubblica era in allerta per il timore che, grazie alle protezioni influenti, l'omicida riuscisse ad evitare la pena. Nel corso del funerale ci furono incidenti dovuti ad una falsa diceria secondo la quale l'esecuzione era stata solo una simulazione. Un commissario, pensando che nella bara vi fosse uno zingaro condannato a morte e giustiziato al posto di Jarabo, puntò una pistola alla testa del conducente costringendolo ad aprire la bara per dissipare le voci.